# 尼尔斯·弗吕克贝里
尼尔斯·弗吕克贝里（瑞典語：Nils Frykberg，1888年3月13日—1966年12月13日），瑞典男子田径运动员。他曾代表瑞典参加1912年夏季奥林匹克运动会田径比赛，获得男子3000米团体赛银牌。